# Хендерсонвил (Пенсилванија)
Хендерсонвил (енгл. Hendersonville) насељено је место без административног статуса у америчкој савезној држави Пенсилванија.

## Демографија
По попису из 2010. године број становника је 325.
| Група             | 2000.    | 2010.       |
| Белци             | 0 (0,0%) | 295 (90,8%) |
| Афроамериканци    | 0 (0,0%) | 21 (6,5%)   |
| Азијати           | 0 (0,0%) | 0 (0,0%)    |
| Хиспаноамериканци | 0 (0,0%) | 0 (0,0%)    |
| Укупно            | 0        | 325         |